# Партия трудящихся (Алжир)
Па́ртия трудя́щихся (фр. Parti des Travailleurs, PT, араб. حزب العمال‎) (или Рабочая партия)— алжирская крайне левая троцкистская партия, связанная с французской Независимой рабочей партией.
Была основана по инициативе Социалистической организации трудящихся на платформе классовой борьбы в 1990 году, на следующий год после введения многопартийной системы. Претендует на преемственность от таких алжирских революционных организаций, как «Североафриканская звезда» и Партия алжирского народа.
Принимает участие в выборах и представлена в парламенте с 1997 года. На парламентских выборах 2007 года стала крупнейшей оппозиционной правящему Фронту национального освобождения партией в парламенте, получив 5,08 % голосов и 26 депутатских мест. На выборах 2012 года абсолютное количество голосов, поданных за партию, слегка уменьшилось, и она провела 24 депутатов. Оказывает парламентскую поддержку профсоюзному движению.
Лидером партии с момента её основания является Луиза Ханун, ставшая на президентские выборах 2004 года первой женщиной-кандидатом в президенты. Тогда она получила 1 % голосов, но уже на следующих выборах 2009 года этот показатель вырос до 4,22 % (604 258) голосов, и Ханун заняла второе место.